# デミョンキラーホエールズ
デミョン・キラーホエールズは、かつて韓国に存在したアイスホッケーチーム。本拠地は韓国の仁川広域市。アジアリーグアイスホッケーに所属していた。

## 歴史
リゾート関連事業のデミョングループ（大明グループ）は、2013-2014シーズンからアジアリーグに参加していた韓国軍のアイスホッケーチーム「デミョンサンム」のスポンサーを務めていた。アジアリーグアイスホッケー2015-2016シーズン終了後、デミョングループは独自のチーム「デミョンキラーホエールズ」を創設し、アジアリーグアイスホッケー2016-2017シーズンから参戦した。
アジアリーグアイスホッケー2018-2019シーズンは、ホーム開幕戦仁川先鶴国際スケート競技場に、アジアリーグ韓国内記録である1989人を動員するなど、仁川市のホームタウン活動も活発化。
さらに元NHL監督や外国人枠には入らないロシア人選手の大量補強もありレギュラーシーズン1位を安養ハルラから逆転で奪取するも、プレーオフセミファイナルで第1戦でアジアリーグ記録となる第3延長13:03までもつれ込む結果、敗戦。
その後の第2戦、第3戦も敗戦し、プレーオフセミファイナル敗退の3位でシーズンを終了した。
2021年3月31日に解散した。

## 成績
W:勝利、OT：延長、GWS：ゲームウイニングショット、L：敗戦
| シーズン | 試合 | W  | W (OT) | W (GWS) | L (GWS) | L (OT) | L  | 得点 | 失点 | 勝点 | 順位  | プレーオフ |
| -------- | ---- | -- | ------ | ------- | ------- | ------ | -- | ---- | ---- | ---- | ----- | ---------- |
| 2016–17  | 48   | 7  | 1      | 0       | 1       | 2      | 37 | 107  | 231  | 26   | 8位/9 | —          |
| 2017–18  | 28   | 8  | 2      | 2       | 2       | 3      | 11 | 72   | 88   | 37   | 6位/8 | —          |
| 2018–19  | 34   | 19 | 1      | 0       | 3       | 2      | 9  | 81   | 60   | 64   | 1位/8 | 準決勝     |
| 2019–20  | 36   | 14 | 1      | 1       | 1       | 1      | 18 | 86   | 113  | 48   | 4位/7 | 準決勝     |